# Oldsmobile Alero
Oldsmobile Alero (укр. Олдсмобайл Алєро) — середньорозмірний автомобіль в кузові седан та купе, що виготовлявся компанією Oldsmobile концерну General Motors з 1999 по 2004 рік. 

## Опис

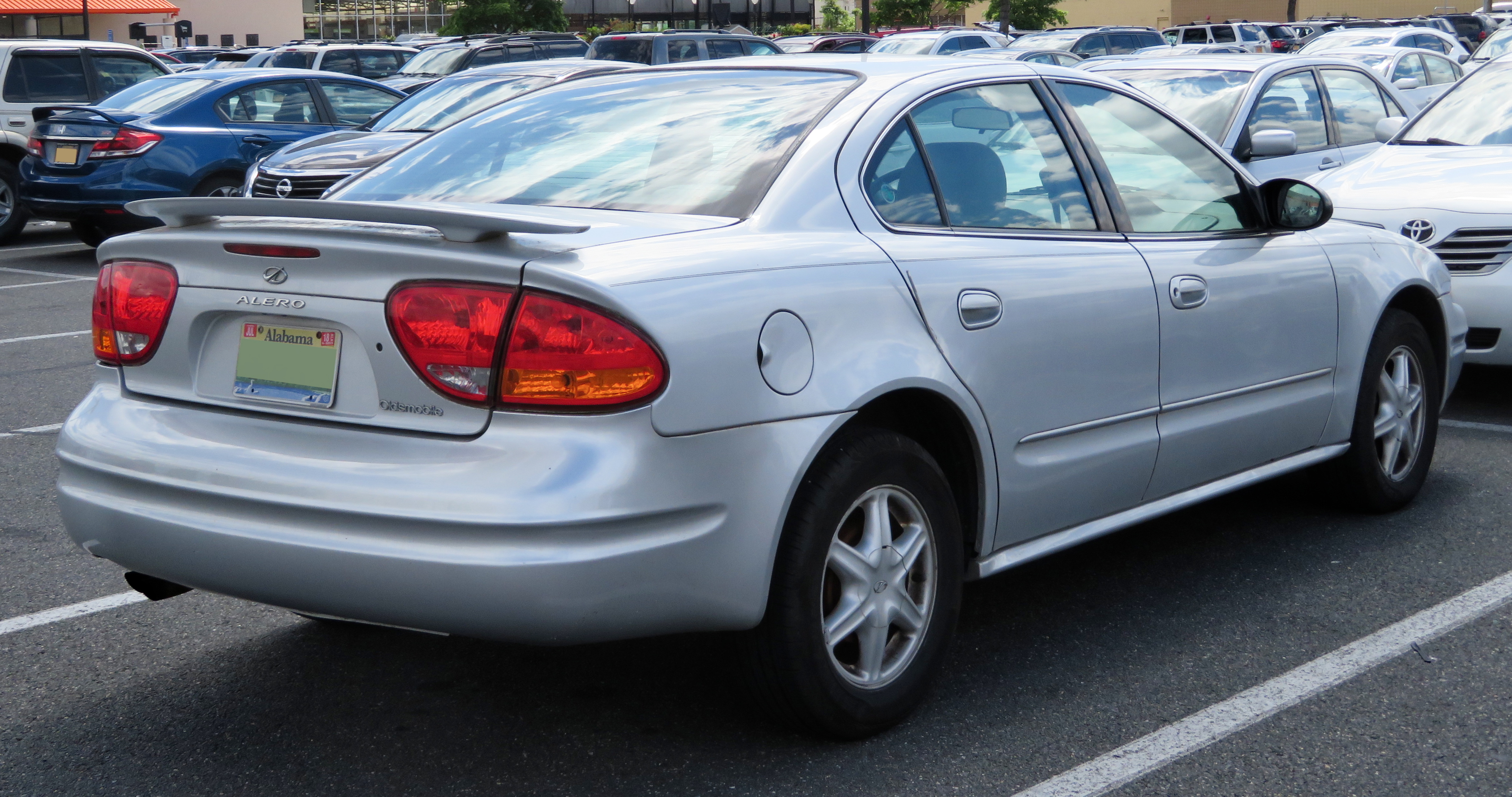

Alero був представлений у 1998 році як модель 1999 року, як заміна Achieva і Cutlass. Автомобіль вийшов у виробництво у квітні 1998 року. Всі моделі були побудовані в місті Лансінг, штат Мічиган. Алеро — останній середньорозмірний автомобіль Oldsmobile й останній, що продавався під цим брендом. Виробництво тривало до 29 квітня 2004 року.
В Європі автомобіль продавався як Chevrolet Alero.

## Двигуни

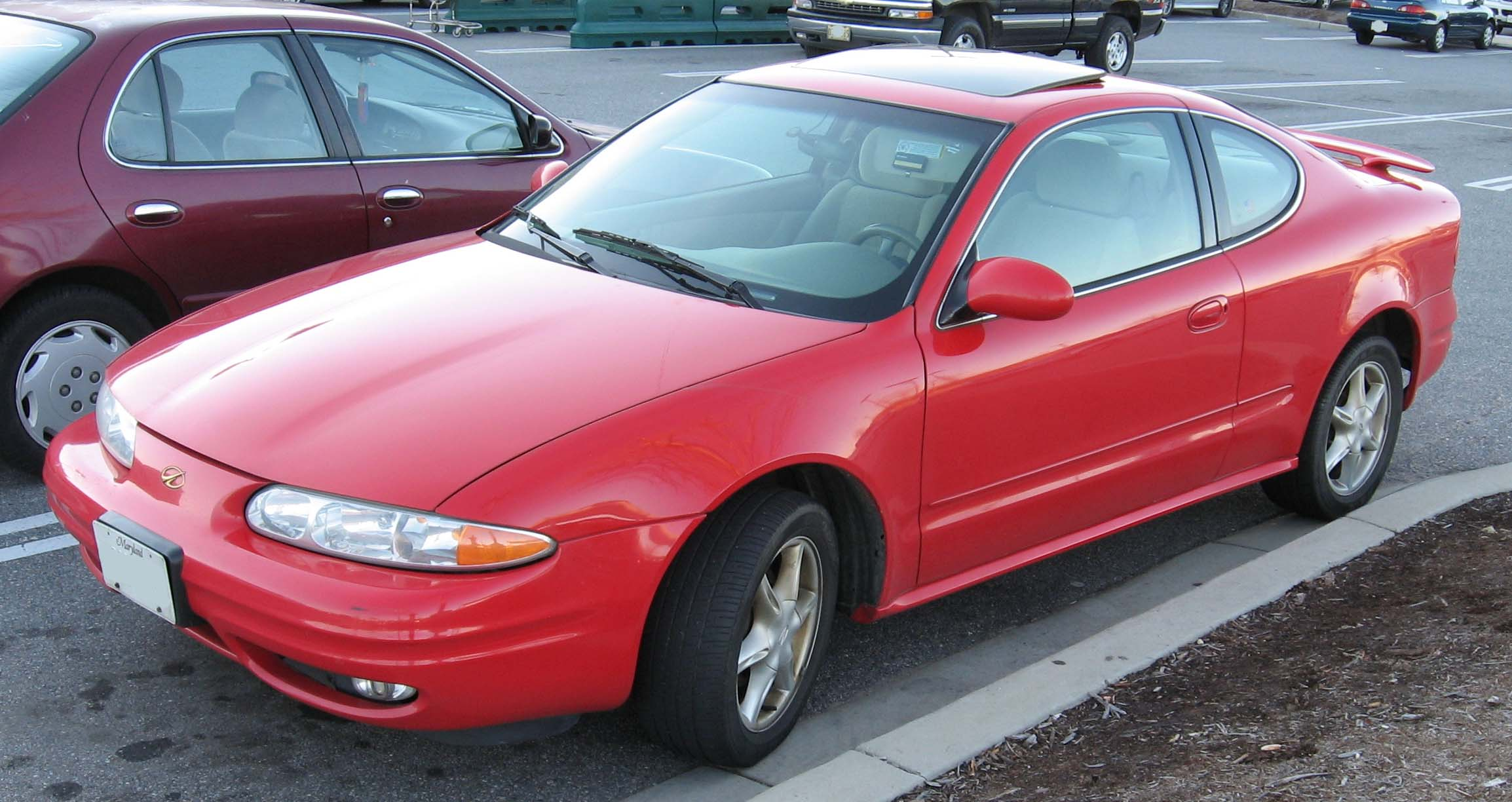
Oldsmobile Alero купе

| Рік       | Двигун              | Потужність | Крутний момент |
| --------- | ------------------- | ---------- | -------------- |
| 2002–2004 | 2.2 л Ecotec L61 I4 | 140 к.с.   | 203 Нм         |
| 1999–2001 | 2.4 л LD9 I4        | 150 к.с.   | 210 Нм         |
| 1999–2004 | 3.4 л LA1 V6        | 170 к.с.   | 271 Нм         |

## Продажі
| Рік  | Продажі |
| ---- | ------- |
| 1999 | 142,242 |
| 2000 | 137,140 |
| 2001 | 129,726 |
| 2002 | 98,979  |
| 2003 | 109,773 |
| 2004 | 79,796  |